# Syntax
Syntax é uma banda inglesa de música eletrónica formada por Mike Tournier e Jan Burton em 2002.

## Discografia

### Álbuns
- Meccano Mind - 2004

### Singles
- "Pray" - 2003
- "Message" - 2004
- "Bliss" - 2004